# Список керівників держав 112 року
Список керівників держав 112 року — це перелік правителів країн світу 112 року
Список керівників держав 111 року — 112 рік — Список керівників держав 113 року — Список керівників держав за роками

## Європа
- Боспорська держава — цар Савромат I (90-123)
- Ірландія — верховний король Федлімід Рехтмар (110-119)
- Римська імперія
  - імператор Траян (98-116)
    - консул Траян (112)
    - консул Тит Секстій Корнелій Африкан (112)
      - Ахая — Тит Калестрій Тірон Орбій Сперат (111—112)
      - Дакія — Гай Авідій Нігрін (112—114)
      - Далмація — Гай Мінуцій Фундан (108—109 — 111—112)
      - Нижня Мезія — Публій Кальпурній Макр Кавлій Руф (110—113)
      - Нижня Паннонія — Публій Афраній Флавіан (111/112-114/115)
      - Фракія — Публій Ювенцій Цельс Молодший (109—112), Тит Статілій Максим Север Адріан (112—114)

## Азія
- Близький Схід
  - Бану Джурам (Мекка) — шейх Мухад I аль-Акбар (106-136)
  - Велика Вірменія — цар Ашхадар (110-113)
  - Хим'яр — цар Ілшарах Яхдаб I (110-125)
  - Осроена — цар Абгар VII (109-116)
- Іберійське царство — цар Митридат III (106-116)
- Індія
  - Кушанська імперія — великий імператор Канішка I (105-126)
  - Царство Сатаваханів — магараджа Шивасваті Сатавахана (84-112) наступник Гаутаміпутра Сатакарні (112-136)
- Китай
  - Династія Хань — імператор Лю Ху (Ань-ді) (106-125)
    - вождь племінного союзу південних сяньбі Улунь (93-120)
- Корея
  - Когурьо — тхеван (король) Тхеджохо (53-146)
  - Пекче — король Кіру (77-128)
  - Сілла — ісагим (король) Пхаса (80-112) наступник Чима (112-134)
- Персія
  - Парфія — шах Хосрой (105-129) боровся за владу зі своїм братом шахом Вологезом II (105-147)
- Сипау (Онг Паун) —  Сау Кам Унг (110-127)
- плем'я Хунну — шаньюй (вождь) Тань (98-124)
- Японія — тенно (імператор) Кейко (71-130)
  - Азія — Гай Анцій Авл Юлій Квадрат (109—115)
  - Аравія Петреа — Гай Клавдій Север (107—116)
  - Віфінія і Понт — Гай Юлій Корнут Тертулл (111—115)
  - Галатія — Луцій Цезенній Соспет (111—114)
  - Каппадокія — Гай Юлій Квадрат Басс (107—112)
  - Кілікія — Марк Помпей Макрін Неос Феофан (110/111-112/113)
  - Сирія — Луцій Фабій Юст (108—112)

## Африка
- Царство Куш — цар Аритеніесбехе (108-132)
  - Єгипет — Сервій Сульпіцій Сіміліс (107—112)
  - Мавретанія Тінгітанська — Публій Бесій Бетуініан (112—114)